# 台湾フィルハーモニック
台湾フィルハーモニック（繁体字広東語: 臺灣愛樂、英: Taiwan Philharmonic) (またはフィルハーモニア台湾（英: Philharmonia Taiwan )、台湾における正式名称は国家交響楽団（繁体字広東語: 國家交響樂團、英: National Symphony Orchestra、略称：NSO）)は、台湾の台北市に拠点を置く国立のオーケストラ。

## 概要
1986年に設立された。2005年に国家表演芸術センターの専属オーケストラとなり、2014年には国家両庁院のレジデント・オーケストラとなった。
国家舞台芸術センターに所属するオーケストラとして、台湾フィルハーモニックは約 80 のイベント（コンサート、室内リサイタル、オペラ、クロスオーバー プロダクション）の 40週間のシーズンを提供する。
台湾フィルハーモニックは台湾全土の聴衆のために演奏するだけでなく、定期的に海外ツアーも行っており、パリ、ウィーン、ベルリン、ミラノ、東京、北京、上海、シンガポール、ロサンゼルス、その他多くの都市で演奏を行ってきた（2006年から海外公演を行う際に「フィルハーモニア台湾」と名乗っている）。
国際的に名声を博している指揮者たち、ロリン・マゼール、ルドルフ・バルシャイ、ムスティスラフ・ロストロポーヴィチ、クシシュトフ・ペンデレツキ、レナード・スラットキン、クリストファー・ホグウッド、ミヒャエル・ザンデルリンク。ソリストでは、ヴァディム・レーピン、ヒラリー・ハーン、バイバ・スクリデ、ヴィヴィアン・ハーグナー、ヨーヨー・マ、ゴーティエ・カピュソン、アルバン・ゲルハルト、ミッシャ・マイスキー、ソル・ガベッタ、エヴェリン・グレニー、マルティン・グルビンガー、ルイ・ロルティ、白建宇、スティーヴン・ハフ、スティーヴン・コヴァセヴィチ、ラベック姉妹、ザビーネ・マイヤーらと共演している。
2019年春には音楽監督呂紹嘉が率いて東京文化会館、金沢「いしかわ・金沢 風と緑の楽都音楽祭」、大阪ザ・シンフォニーホールで公演。
2022年10月には京都橘高校吹奏楽部と台北で共演した。
2023年春には新型コロナウイルスの流行以降初めて音楽監督準・メルクルが率いる海外ツアーを行う。
4月に米国、5月に日本兵庫県立芸術文化センター、福山市「ばらのまち福山国際音楽祭2023」、東京オペラシティで公演する。

## 歴代音楽監督
- ジェラール・イブ・アコカ（ドイツ語版）（1986年－1990年、芸術顧問）
- ウルス・シュナイダー（ドイツ語版）（1991年－1992年、芸術顧問）
- 許常恵（中国語版、英語版）（1994年）
- 張大勝（1995年－1997年）
- 林望傑（中国語版、英語版）（1998年－2001年）
- 簡文彬（中国語版、英語版、ドイツ語版）簡文彬（2001年－2007年）
- ギュンター・ヘルビヒ（2008年－2010年）
- 呂紹嘉（2010年－2020年）
- 準・メルクル（2021年 芸術顧問 2022年 音楽監督－ ）[7]